# Римська епідемія чуми 590 року
Римська епідемія чуми 590 року (англ. Roman Plague of 590) — епідемія чуми в Римі упродовж 590 року. Вважається великим спалахом бубонної чуми після першої пандемії чуми. Деякі науковці міркують, що ця епідемія була безпосереднім продовженням цієї пандемії. Римську епідемію описав єпископ і літописець Григорій Турський, а згодом і Павло Диякон.

## Початок
Взимку перед тим, як почалася чума, багато ринкових зерносховищ були пошкоджені під час повені Тибру в листопаді 589 року. Григорій Турський розповів, що у водах були помітні зловісні змії та дракони. Епідемія розпочалася на початку 590 року. Розповідь Григорія Турського не є конкретною, але смерть швидко прийшла до захворілих. Він чітко описав хворобу як «ураження в паху» (лат. lues inguinaria), що дає можливість визначити її як бубонну чуму.
Папа Пелагій II помер від чуми в лютому 590 року. Його наступником був обраний Григорій I, тоді диякон. Раніше Григорій був своєрідним папським послом у Східній Римській імперії, де він, імовірно, зазнав впливу візантійських звичаїв. Імперська столиця Константинополь, для захисту Божої Матері (Богородиці), мала практику, згідно з якою процесії вірян йшли вулицями міста скандуючи псалми та Киріє елейсон, щоб втамувати Божий гнів. Григорій, швидше за все, був свідком цих процесій під час свого перебування в Константинополі.

## Релігійні ходи
Коли чума почалася в Римі, процесії йшли вулицями міста і закінчували біля 	
базиліки Санта-Марія-Маджоре, щоб просити захист у Богородиці. Хресні ходи відбулись 25 квітня 590 року.
Сім процесій складали: 
1. вище духовенство,
2. абати та монахи,
3. ігумені та черниці,
4. чоловіки,
5. одружені жінки,
6. вдови,
7. діти, також, можливо, включаючи й бідних Риму.

Звертання до Богородиці під час процесії було досить незвичним для того часу, адже Рим традиційно асоціювався із захистом від Святого Петра, проте це могло бути саме результатом візантійського впливу, адже Константинополь часто перебував під захистом Богородиці під час криз. Причиною ходи було те, що в той час різноманітні національні катастрофи, зазвичай, трактувались як покарання Бога за гріхи, і тому для гамування Божого гніву вживалися ці заходи.
Вісімдесят людей впали під час процесії в результаті захворювання на чуму.

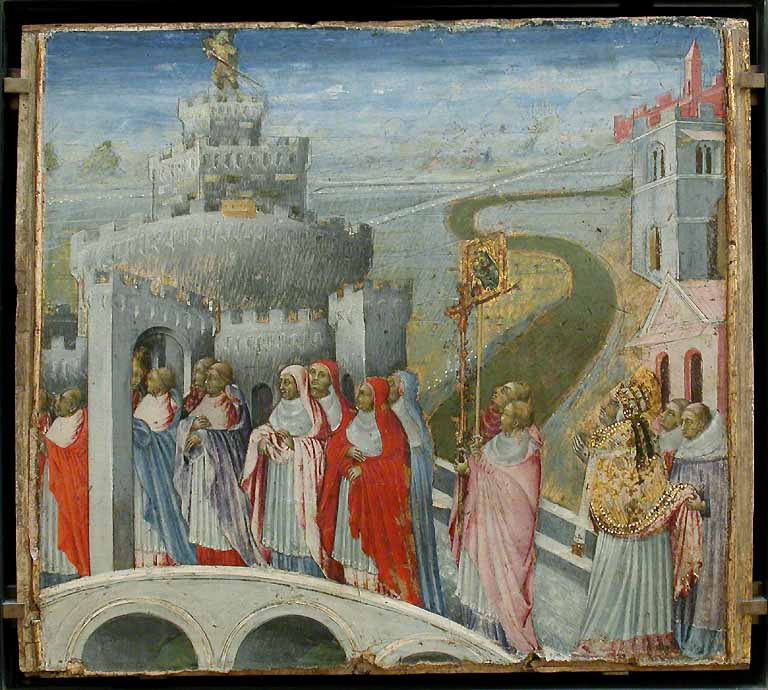
Видіння папи Григорія над замком Сант-Анджело

## Видіння папи Григорія
Згідно з легендою, в 590 році, під час епідемії, нещодавно обраний папа Григорій I побачив разом з вірянами на вершині фортеці архангела Михаїла, який вклав меч у пахви, що означало кінець лиха — тисячолітнього прокляття за гріх бути імперією. І чума нібито в той момент припинилася, після чого віряни подякували Богородиці. Від побаченого й пішла назва фортеці Замок Сант-Анджело. Ігумен Орсіні написав: «Цього дня, в 591 році, святий Григорій Великий, маючи під час релігійної ходи образ Богоматері, який написав святий Лука, провістив, що  чума припиняється в Римі». У XVIII столітті на вершині замку була встановлена бронзова скульптура на згадку про легенду, що зображала крилатого архангела в римських обладунках. Спроектована Петером Антоном фон Вершаффельтом (Peter Anton von Verschaffelt) у 1753 році.
За іншою легендою під час цієї епідемії Папа Григорій I ніс ікону Божої Матері під час ходи-молитви, просячи Бога врятувати місто від лиха. В один момент він узрів видіння, коли процесія наближалася до мавзолею римського імператора Адріана, на правому березі Тибру біля Ватиканського пагорба. Він побачив ангела на небі, який щойно сховав каральний меч, що був знаком Божого гніву. Коли чума поступилися, швидко поширилася набожність до Божої Матері в цій іконі. Чудотворний образ Божої Матері Salus Populi знаходиться в Римі, в Базиліці Санта Марія Маджоре.